# Onthophagus mankonoensis
Onthophagus mankonoensis là một loài bọ cánh cứng trong họ Bọ hung (Scarabaeidae).